# Autheuil-en-Valois
Autheuil-en-Valois is een gemeente in het Franse departement Oise (regio Hauts-de-France) en telt 239 inwoners (2004). De plaats maakt deel uit van het arrondissement Senlis.

## Geografie
De oppervlakte van Autheuil-en-Valois bedraagt 9,2 km², de bevolkingsdichtheid is 26,0 inwoners per km².
De onderstaande kaart toont de ligging van Autheuil-en-Valois met de belangrijkste infrastructuur en aangrenzende gemeenten.

## Demografie
Onderstaande figuur toont het verloop van het inwonertal (bron: INSEE-tellingen).

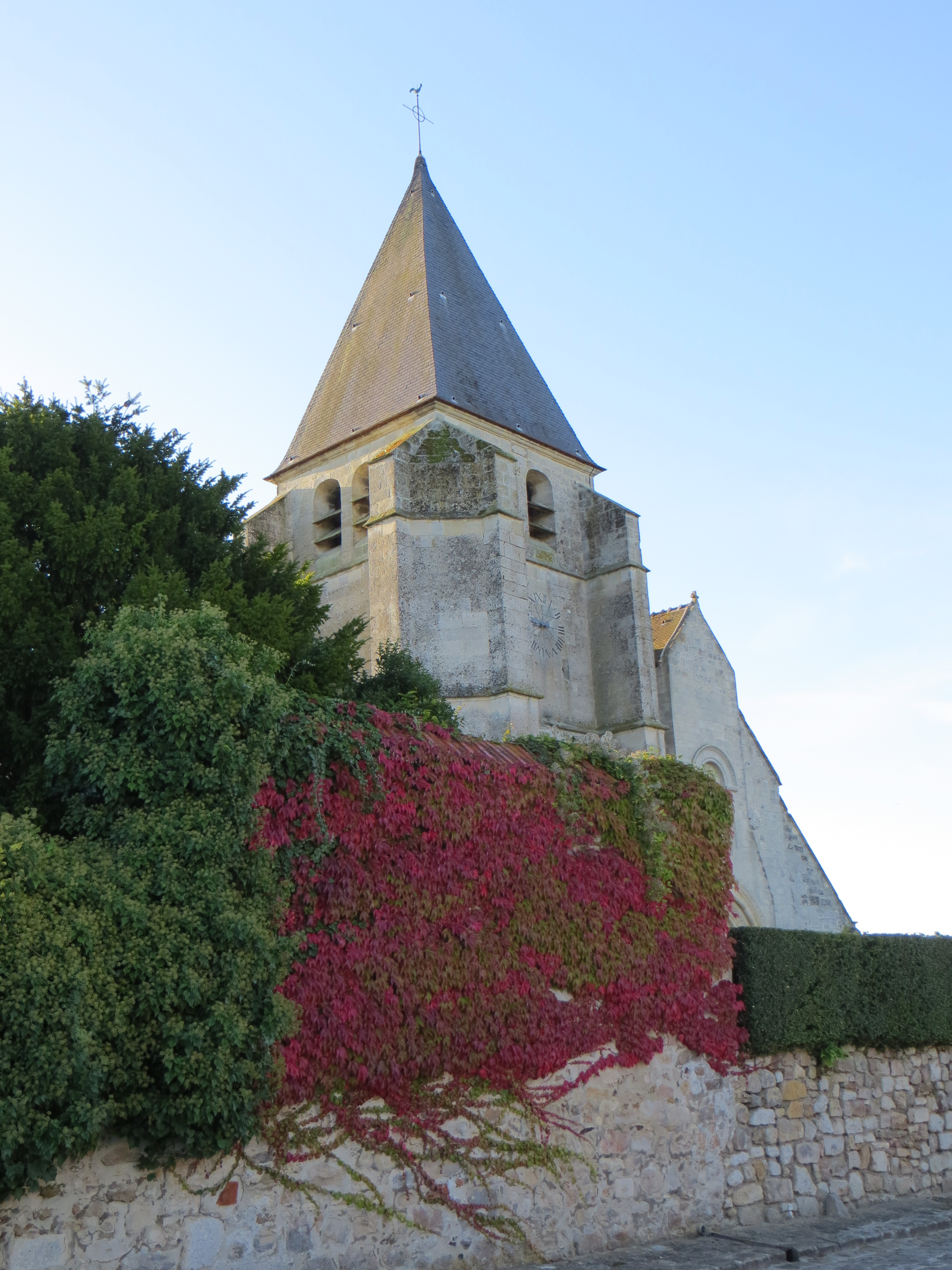
Kerk van Autheuil-en-Valois